# Oddo BHF
Die Oddo BHF SE (Eigenschreibweise: ODDO BHF; vormals: Oddo BHF Aktiengesellschaft, BHF-BANK Aktiengesellschaft) ist eine in Frankfurt am Main ansässige Privatbank, die 1970 aus der Fusion der Berliner Handels-Gesellschaft mit der Frankfurter Bank zur Berliner Handels- und Frankfurter Bank entstand. Seit 2016 ist sie Teil der deutsch-französischen Finanzgruppe Oddo BHF.
Die Aktivitäten der Bank sind in den Geschäftsbereichen Private Wealth Management, Asset-Management sowie Corporates & Markets zusammengefasst.

## Geschichte

### BHF Bank
Die Bank entstand zum 1. Januar 1970 als Berliner Handels- und Frankfurter Bank aus dem Zusammenschluss der 1854 gegründeten Frankfurter Bank und der 1856 eingerichteten Berliner Handels-Gesellschaft. Es war damals der größte Bankenzusammenschluss in Deutschland seit der Vereinigung von Deutscher Bank und Disconto-Gesellschaft im Jahre 1929.
Die Umfirmierung zur BHF-Bank KGaA erfolgte 1975. Als Kommanditgesellschaft auf Aktien mit einem breit gestreuten Aktionärskreis wurde die Bank von persönlich haftenden Gesellschaftern (u. a. Rüdiger von Tresckow) geleitet, die gemeinsam mit den Kommanditaktionären die Gesellschaft bildeten. Die BHF-Bank zählte in den Siebziger- und Achtzigerjahren im Emissionsgeschäft zu den drei bis fünf führenden Häusern Deutschlands und konnte auch im Devisenhandel sowie im kommerziellen Auslandsgeschäft im deutschen Bankwesen eine Spitzenposition einnehmen. Zudem verfügte sie über umfangreiche Industriebeteiligungen. Ihr früherer Seniorpartner Hanns Schroeder-Hohenwarth war von 1983 bis 1987 Präsident des Bundesverbandes deutscher Banken.
Im Jahr 1995 wurde der Wechsel von der KGaA zur Aktiengesellschaft vollzogen. 1999 wurde die Bank von der niederländischen ING-Gruppe übernommen und firmierte 2002 um zu ING BHF-Bank. Im Jahr 2002 endete die Börsennotierung durch squeeze-out der verbliebenen Einzelaktionäre. Der größte Teil des Geschäftes, der Betriebsorte und Beteiligungen wurde 2004 in die neu gegründete BHF-Bank Aktiengesellschaft integriert, die das Bankhaus Sal. Oppenheim dann als Alleinaktionär übernahm. Als Sal. Oppenheim 2010 an die Deutsche Bank überging, wurde die immer als eigenständiges Institut geführte BHF-Bank zum Verkauf gestellt.
2014 wurde die Bank Teil der damaligen BHF Kleinwort Benson Group, die Mitte März 2016 zu 100 Prozent durch das französische Privatbankhaus Oddo & Cie übernommen wurde. Oddo & Cie (heute: Oddo BHF SCA) ist damit mittelbar der Alleineigentümer. Im April 2017 erfolgte die Umfirmierung zur Oddo BHF Aktiengesellschaft.
Im Jahre 2022 wurde die Oddo BHF Aktiengesellschaft in eine Europäische Gesellschaft (Societas Europaea, SE) umgewandelt.
Der Unternehmenssitz war bis Ende 2023 das BHF-Bank-Hochhaus. Seit Dezember 2023 befindet sich der Sitz in einem Nebengebäude des Silberturms.

## Standorte
An vierzehn Standorten in Deutschland unterhält die Bank Niederlassungen. International ist sie in Frankreich, der Schweiz, Italien, Spanien, Luxemburg, Tunesien, den Vereinigten Arabischen Emiraten und in Vietnam präsent.

## Gesellschaftliches Engagement
Die gemeinnützige BHF Bank Stiftung wurde 1999 gegründet. Die Stiftung konzentriert sich auf drei Felder: soziale, künstlerische und wissenschaftliche Projekte. Die Stiftung wurde 2023 umbenannt in ODDO BHF Stiftung.